# Evgeny Morozov
Evgeny Morozov, nacido en 1984 en Soligorsk (Bielorrusia) es un escritor e investigador bielorruso que estudia las implicaciones políticas y sociales de la tecnología.

## Biografía
Estudió en la Universidad Americana de Bulgaria. Posteriormente vivió en Berlín y después se trasladó a Estados Unidos. Morozov ha sido investigador invitado en la Universidad de Stanford, miembro de la Fundación Nueva América y editor, colaborador y bloguero de la revista Foreign Policy, para la cual escribió el blog Efecto Red (en inglés, Net Effect). Previamente trabajó para Yahoo en la Escuela Edmund A. Walsh de Relaciones Exteriores de la Universidad de Georgetown, trabajó en el Open Society Institute y columnista para el periódico ruso Aktsia. En 2009, fue escogido como uno de los oradores de la Conferencia TED donde habló de como influencia la web en la participación ciudadana y la estabilidad del régimen en sociedades cerradas, autoritarios o en países en transición.
Los escritos de Morozov han aparecido en varios periódicos y revistas a lo largo del mundo, incluyendo The New York Times, The Wall Street Journal, Financial Times, The Economist, The Guardian, The New Yorker, New Scientist, The New Republic, Corriere della Sera, Newsweek International, International Herald Tribune, San Francisco Chronicle y Frankfurter Allgemeine Zeitung.
Desde 2013 Morozov está haciendo un doctorado en historia de ciencia en Harvard.[actualizar]

## Pensamiento
Morozov expresa escepticismo sobre el popular punto de vista de que Internet está ayudando a democratizar regímenes autoritarios. Arguye que podría también usarse como una poderosa herramienta para realizar vigilancia masiva, represión política, y expandir propaganda nacionalista y extremista. Indica que es ingenuo e incluso contraproducente impulsar Internet para promocionar la democracia.

### El desengaño de Internet. Los mitos de la libertad en la red
En enero de 2011, Morozov publicó su primer libro El desengaño de Internet. Los mitos de la libertad en la red (en inglés: The Net Delusion. The Dark Side of Internet Freedom). En él, además de explorar el impacto de Internet en estados autoritarios, investiga las fuentes intelectuales del entusiasmo sobre el potencial liberador de Internet, todo enlazado con el triunfalismo que siguió al fin de la Guerra Fría. Morozov también argumenta contra la idea de los llamados ciberutópicos (su incapacidad para ver la cara oculta de internet, esto es, las capacidades para el control de la información y la manipulación de los nuevos medios de comunicación) y el internet-centrismo (la creciente propensión  de ver todos los cambios políticos y sociales a través del prisma de Internet).

### La locura del solucionismo tecnológico
En marzo de 2013, Morozov publicó su segundo libro La locura del solucionismo tecnológico (en inglés: To Save Everything, Click Here). En él Morozov critica lo que se ha llamado solucionismo tecnológico, la idea de que, como indicó Tim Wu, la tecnología es como un polvo mágico que puede arreglar cualquier problema. Sin embargo, Wu, cuyo trabajo es severamente criticado por Morozov, rechaza el libro de Morozov como lleno de acosos e injustos ataques que parece ser diseñado para construir una marca particular de trolismo, y una oportunidad perdida de discutir los temas.
Morozov cree que la tecnología debería ser debatida junto a los debates políticos, económicos históricos y culturales. Alec Ross en su libro "The Industries of Future" le ha acusado de crear la base de los neoluditas contra las compañías  estadounidenses de tecnología, avanzando así hacia los puntos de vista oficiales de Rusia y Bielorrusia.
Sobre los ciberlibertarios, Morozov escribe en The New Yorker:

Quieren abrir, disrumpir, innovar, sin embargo es, en muchos casos, la oposición a la igualdad y la justicia. Piensan que todo aquello que ayude a sortear las instituciones es, en principio, empoderamiento o liberación. Puede que no puedas pagar por los cuidados de salud, pero ellos piensan que el problema está resuelto si tienes una app en tu teléfono que te alerta del hecho de que necesitas más ejercicio, o que alerte si no estás comiendo lo suficientemente saludable.

### Capitalismo Big Tech: ¿Welfare o neofeudalismo digital?
Es una selección de 27 artículos publicados entre 2011 y 2017 en el periódico británico The Guardian. Estos tratan temas de interés como la concentración de poder, la economía del dato, la renta básica universal, la neutralidad de Internet, la economía colaborativa, las fake news, la ciberseguridad, entre otros.

### La libertad como servicio: el nuevo feudalismo digital y el futuro de la ciudad
En su próximo libro, Freedom as a Service, Morozov identifica una nueva etapa del capitalismo: el capitalismo orgánico, un sistema que admite sus propios fracasos y da rienda suelta a más soluciones capitalistas. Bajo el capitalismo orgánico, el “populismo de plataforma” permite una multitud de intervenciones solucionistas. Los enfoques tecnocráticos se combinan con una retórica de hacer el bien y de un capitalismo más humano. Mientras crea la ilusión de que los usuarios están a cargo, el solucionismo simplemente monetiza el cambio de comportamiento de los individuos. En realidad, está subproduciendo soluciones, porque el tipo de soluciones estructurales que no son favorables para el capital nunca llegan a existir.